# Tour de France 1999
Die 86. Tour de France begann am 3. Juli 1999 in Puy du Fou und endete am 25. Juli 1999 in Paris. Sie bestand aus 21 Etappen mit einer Gesamtlänge von 3.870 km und führte neben Frankreich auch durch Italien und Spanien. 141 von 180 gestarteten Fahrern erreichten das Ziel.
Die Gesamtwertung gewann Lance Armstrong (US Postal Service) vor Alex Zülle (Banesto) und Fernando Escartín (Kelme-Costa Blanca), die Punktewertung gewann Erik Zabel (Deutsche Telekom), die Bergwertung gewann Richard Virenque (Polti) und als kämpferischster Fahrer wurde Jacky Durand (Lotto-Mobistar) ausgezeichnet.
Lance Armstrong wurden seine Erfolge am 24. August 2012 von der USADA und am 22. Oktober 2012 von der UCI wegen Dopings aberkannt.

## Zusammenfassung

### Vor dem Rennen
Nicht am Start waren die beiden letzten Sieger und Vorjahresbesten Marco Pantani (Mercatone Uno-Bianchi) und Jan Ullrich (Deutsche Telekom). Marco Pantani fehlte, nachdem er beim Giro d’Italia disqualifiziert worden war, während Jan Ullrich fehlte, nachdem er bei der Deutschland Tour gestürzt war.
Die Rückennummer 1 trug daher der Vorjahresdritte Bobby Julich (Cofidis – Le Crédit par Téléphone). Weitere prominente Teilnehmer waren der Vorjahressieger der Punktewertung Erik Zabel (Deutsche Telekom), der Vorjahressieger der Bergwertung Christophe Rinero (Cofidis – Le Crédit par Téléphone) und der kämpferischste Fahrer des Vorjahres Jacky Durand (Lotto-Mobistar).

### Das Rennen
Den Prolog am 3. Juli in Puy du Fou gewann Lance Armstrong (US Postal Service). Der 27-jährige US-Amerikaner gab dort sein Comeback, nachdem er die beiden letzten Ausgaben der Tour de France wegen einer Hodenkrebserkrankung verpasst hatte.
Die erste Rennwoche war dann von Flachetappen geprägt. Auf der Passage du Gois ereignete sich ein Massensturz; der Mitfavorit Alex Zülle (Banesto) verlor über sechs Minuten. Der Sprinter Mario Cipollini (Saeco-Cannondale) sorgte unterdessen mit einer Durchschnittsgeschwindigkeit von mehr als 50 km/h auf der 4. Etappe und letztlich vier Etappensiegen in Folge für gleich zwei neue Rekorde.
Das Einzelzeitfahren am 11. Juli in Metz gewann erneut Lance Armstrong; der Mitfavorit Fernando Escartín (Kelme-Costa Blanca) verlor über sechs Minuten.
Die zweite Rennwoche begann mit den Alpenetappen am 13. Juli nach Sestrières und am 14. Juli nach L’Alpe d’Huez. Die 9. Etappe gewann Lance Armstrong; Alex Zülle verlor 0:31 min und Fernando Escartín verlor 1:26 min. Die 10. Etappe gewann – trotz einer Kollision mit einem Zuschauer – Giuseppe Guerini (Deutsche Telekom), während Lance Armstrong, Alex Zülle und Fernando Escartín zeitgleich ins Ziel kamen.
Die dritte Rennwoche begann mit den Pyrenäenetappen am 20. Juli nach Piau-Engaly und am 21. Juli nach Pau. Die 15. Etappe gewann Fernando Escartín; Alex Zülle verlor 2:01 min und Lance Armstrong verlor 2:10 min. Die 16. Etappe gewann David Etxebarria (O.N.C.E-Deutsche Bank), während Lance Armstrong, Alex Zülle und Fernando Escartín zeitgleich ins Ziel kamen.
Das Einzelzeitfahren am 24. Juli in Futuroscope gewann wieder Lance Armstrong; Fernando Escartín verlor erneut über vier Minuten.
Die Schlussetappe am 25. Juli nach Paris gewann Robbie McEwen (Rabobank). Auf der Champs-Élysées wurden außerdem Lance Armstrong, Alex Zülle und Fernando Escartín als Sieger, Zweiter und Dritter der Gesamtwertung, Erik Zabel (Deutsche Telekom) als Sieger der Punktewertung, Richard Virenque (Polti) als Sieger der Bergwertung sowie Jacky Durand (Lotto-Mobistar) als kämpferischster Fahrer geehrt.

### Nach dem Rennen
Die Karriere von Lance Armstrong (US Postal Service) war stets von Dopinggerüchten begleitet. Bereits während des Rennens hatte L’Équipe gemeldet, dass Spuren einer verbotenen Substanz in einer seiner Dopingproben gefunden worden wären, für die er jedoch ein Rezept hatte vorweisen können.
Spätere Ermittlungen ergaben, dass Lance Armstrong während seiner Karriere die verbotenen Substanzen Corticosteroide, EPO, HGH und Testosteron sowie die verbotene Methode des Blutdopings angewandt hatte. Er wurde deshalb am 24. August 2012 von der USADA und am 22. Oktober 2012 von der UCI nachträglich disqualifiziert.

## Etappen
| Etappe     | Datum    | Etappenorte                         | type                 | Länge (km) | Etappensieger      | Gesamtführender |
| ---------- | -------- | ----------------------------------- | -------------------- | ---------- | ------------------ | --------------- |
| Prolog     | 3. Jul.  | Puy du Fou – Puy du Fou             | Prolog               | 6,8        | Lance Armstrong    | Lance Armstrong |
| 1. Etappe  | 4. Jul.  | Montaigu – Challans                 | Flachetappe          | 208        | Jaan Kirsipuu      | Lance Armstrong |
| 2. Etappe  | 5. Jul.  | Challans – Saint-Nazaire            | Flachetappe          | 176        | Tom Steels         | Jaan Kirsipuu   |
| 3. Etappe  | 6. Jul.  | Nantes – Laval                      | Flachetappe          | 194,5      | Tom Steels         | Jaan Kirsipuu   |
| 4. Etappe  | 7. Jul.  | Laval – Blois                       | Flachetappe          | 191        | Mario Cipollini    | Jaan Kirsipuu   |
| 5. Etappe  | 8. Jul.  | Bonneval – Amiens                   | Flachetappe          | 233,5      | Mario Cipollini    | Jaan Kirsipuu   |
| 6. Etappe  | 9. Jul.  | Amiens – Maubeuge                   | Flachetappe          | 171,5      | Mario Cipollini    | Jaan Kirsipuu   |
| 7. Etappe  | 10. Jul. | Avesnes-sur-Helpe – Thionville      | Flachetappe          | 227        | Mario Cipollini    | Jaan Kirsipuu   |
| 8. Etappe  | 11. Jul. | Metz – Metz                         | Einzelzeitfahren     | 56,5       | Lance Armstrong    | Lance Armstrong |
|            | 12. Juli | 1. Ruhetag in Le Grand-Bornand      | Ruhetag              |            |                    |                 |
| 9. Etappe  | 13. Jul. | Le Grand-Bornand – Sestriere        | Hochgebirgsetappe    | 213,5      | Lance Armstrong    | Lance Armstrong |
| 10. Etappe | 14. Jul. | Sestriere – Alpe d’Huez             | Hochgebirgsetappe    | 220,5      | Giuseppe Guerini   | Lance Armstrong |
| 11. Etappe | 15. Jul. | Le Bourg-d’Oisans – Saint-Étienne   | Mittelschwere Etappe | 198,5      | Ludo Dierckxsens   | Lance Armstrong |
| 12. Etappe | 16. Jul. | Saint-Galmier – Saint-Flour         | Mittelschwere Etappe | 201,5      | David Etxebarria   | Lance Armstrong |
| 13. Etappe | 17. Jul. | Saint-Flour – Albi                  | Mittelschwere Etappe | 236,5      | Salvatore Commesso | Lance Armstrong |
| 14. Etappe | 18. Jul. | Castres – Saint-Gaudens             | Flachetappe          | 199        | Dmitri Konyschew   | Lance Armstrong |
|            | 19. Juli | 2. Ruhetag in Saint-Gaudens         | Ruhetag              |            |                    |                 |
| 15. Etappe | 20. Jul. | Saint-Gaudens – Piau Engaly         | Hochgebirgsetappe    | 173        | Fernando Escartín  | Lance Armstrong |
| 16. Etappe | 21. Jul. | Lannemezan – Pau                    | Hochgebirgsetappe    | 192        | David Etxebarria   | Lance Armstrong |
| 17. Etappe | 22. Jul. | Mourenx – Bordeaux                  | Flachetappe          | 200        | Tom Steels         | Lance Armstrong |
| 18. Etappe | 23. Jul. | Jonzac – Futuroscope                | Flachetappe          | 187        | Gianpaolo Mondini  | Lance Armstrong |
| 19. Etappe | 24. Jul. | Futuroscope – Futuroscope           | Einzelzeitfahren     | 57         | Lance Armstrong    | Lance Armstrong |
| 20. Etappe | 25. Jul. | Arpajon – Avenue des Champs-Élysées | Flachetappe          | 143,5      | Robbie McEwen      | Lance Armstrong |

## Trikots im Tourverlauf
| Etappe     | Gelbes Trikot      | Grünes Trikot      | Gepunktetes Trikot |
| ---------- | ------------------ | ------------------ | ------------------ |
| 1. Etappe  | Für vakant erklärt | Für vakant erklärt | Mariano Piccoli    |
| 2. Etappe  | Für vakant erklärt | Jaan Kirsipuu      | Mariano Piccoli    |
| 3. Etappe  | Jaan Kirsipuu      | Jaan Kirsipuu      | Mariano Piccoli    |
| 4. Etappe  | Jaan Kirsipuu      | Jaan Kirsipuu      | Mariano Piccoli    |
| 5. Etappe  | Jaan Kirsipuu      | Jaan Kirsipuu      | Mariano Piccoli    |
| 6. Etappe  | Jaan Kirsipuu      | Jaan Kirsipuu      | Mariano Piccoli    |
| 7. Etappe  | Jaan Kirsipuu      | Jaan Kirsipuu      | Mariano Piccoli    |
| 8. Etappe  | Jaan Kirsipuu      | Jaan Kirsipuu      | Mariano Piccoli    |
| 9. Etappe  | Für vakant erklärt | Jaan Kirsipuu      | Mariano Piccoli    |
| 10. Etappe | Für vakant erklärt | Stuart O’Grady     | Richard Virenque   |
| 11. Etappe | Für vakant erklärt | Stuart O’Grady     | Richard Virenque   |
| 12. Etappe | Für vakant erklärt | Stuart O’Grady     | Richard Virenque   |
| 13. Etappe | Für vakant erklärt | Erik Zabel         | Richard Virenque   |
| 14. Etappe | Für vakant erklärt | Erik Zabel         | Richard Virenque   |
| 15. Etappe | Für vakant erklärt | Erik Zabel         | Richard Virenque   |
| 16. Etappe | Für vakant erklärt | Erik Zabel         | Richard Virenque   |
| 17. Etappe | Für vakant erklärt | Erik Zabel         | Richard Virenque   |
| 18. Etappe | Für vakant erklärt | Erik Zabel         | Richard Virenque   |
| 19. Etappe | Für vakant erklärt | Erik Zabel         | Richard Virenque   |
| 20. Etappe | Für vakant erklärt | Erik Zabel         | Richard Virenque   |
| Ergebnis   | Für vakant erklärt | Erik Zabel         | Richard Virenque   |

## Ergebnisse

### Gesamtwertung
| \| Gesamtwertung \| Gesamtwertung \| Gesamtwertung \| Gesamtwertung \| Gesamtwertung \| \| Fahrer \| Fahrer \| Land \| Team \| Zeit \| \| ------------- \| --------------------------- \| ------------------ \| -------------------------------- \| ------------- \| \| 1. \| Lance Armstrong \| Vereinigte Staaten \| US Postal Service \| DSQ \| \| 2. \| Alex Zülle \| Schweiz \| Banesto \| + 7 min 37 s \| \| 3. \| Fernando Escartín \| Spanien \| Kelme-Costa Blanca \| + 10 min 26 s \| \| 4. \| Laurent Dufaux \| Schweiz \| Saeco-Cannondale \| + 14 min 43 s \| \| 5. \| Ángel Casero \| Spanien \| Vitalicio Seguros-Grupo Generali \| + 15 min 11 s \| \| 6. \| Abraham Olano \| Spanien \| ONCE-Deutsche Bank \| + 16 min 47 s \| \| 7. \| Daniele Nardello \| Italien \| Mapei-Quick Step \| + 17 min 02 s \| \| 8. \| Richard Virenque \| Frankreich \| Polti \| + 17 min 28 s \| \| 9. \| Wladimir Belli \| Italien \| Festina-Lotus \| + 17 min 37 s \| \| 10. \| Andrea Peron \| Italien \| ONCE-Deutsche Bank \| + 23 min 10 s \| \| 11. \| Kurt Van De Wouwer \| Belgien \| Lotto-Mobistar \| + 23 min 32 s \| \| 12. \| David Etxebarria \| Spanien \| ONCE-Deutsche Bank \| + 26 min 41 s \| \| 13. \| Tyler Hamilton \| Vereinigte Staaten \| US Postal Service \| + 26 min 53 s \| \| 14. \| Stéphane Heulot \| Frankreich \| La Française des jeux \| + 27 min 58 s \| \| 15. \| Roland Meier \| Schweiz \| Cofidis-Le Crédit par Téléphone \| + 28 min 44 s \| \| 16. \| Benoît Salmon \| Frankreich \| Casino \| + 28 min 59 s \| \| 17. \| Alberto Elli \| Italien \| Deutsche Telekom \| + 33 min 39 s \| \| 18. \| Paolo Lanfranchi \| Italien \| Mapei-Quick Step \| + 34 min 14 s \| \| 19. \| Carlos Alberto Contreras \| Kolumbien \| Kelme-Costa Blanca \| + 34 min 53 s \| \| 20. \| Georg Totschnig \| Österreich \| Deutsche Telekom \| + 37 min 10 s \| \| 21. \| Mario Aerts \| Belgien \| Lotto-Mobistar \| + 39 min 21 s \| \| 22. \| Giuseppe Guerini \| Italien \| Deutsche Telekom \| + 39 min 29 s \| \| 23. \| Gianni Faresin \| Italien \| Mapei-Quick Step \| + 40 min 28 s \| \| 24. \| Álvaro González de Galdeano \| Spanien \| Vitalicio Seguros-Grupo Generali \| + 47 min 20 s \| \| 25. \| Marcos Serrano \| Spanien \| ONCE-Deutsche Bank \| + 51 min 09 s \| |                             |                    |                                  |               |
| |                             |                    |                                  |               |
| Quelle: ProCyclingStats |                             |                    |                                  |               |
| Gesamtwertung |                             |                    |                                  |               |
| Fahrer | Fahrer                      | Land               | Team                             | Zeit          |
| 1. | Lance Armstrong             | Vereinigte Staaten | US Postal Service                | DSQ           |
| 2. | Alex Zülle                  | Schweiz            | Banesto                          | + 7 min 37 s  |
| 3. | Fernando Escartín           | Spanien            | Kelme-Costa Blanca               | + 10 min 26 s |
| 4. | Laurent Dufaux              | Schweiz            | Saeco-Cannondale                 | + 14 min 43 s |
| 5. | Ángel Casero                | Spanien            | Vitalicio Seguros-Grupo Generali | + 15 min 11 s |
| 6. | Abraham Olano               | Spanien            | ONCE-Deutsche Bank               | + 16 min 47 s |
| 7. | Daniele Nardello            | Italien            | Mapei-Quick Step                 | + 17 min 02 s |
| 8. | Richard Virenque            | Frankreich         | Polti                            | + 17 min 28 s |
| 9. | Wladimir Belli              | Italien            | Festina-Lotus                    | + 17 min 37 s |
| 10. | Andrea Peron                | Italien            | ONCE-Deutsche Bank               | + 23 min 10 s |
| 11. | Kurt Van De Wouwer          | Belgien            | Lotto-Mobistar                   | + 23 min 32 s |
| 12. | David Etxebarria            | Spanien            | ONCE-Deutsche Bank               | + 26 min 41 s |
| 13. | Tyler Hamilton              | Vereinigte Staaten | US Postal Service                | + 26 min 53 s |
| 14. | Stéphane Heulot             | Frankreich         | La Française des jeux            | + 27 min 58 s |
| 15. | Roland Meier                | Schweiz            | Cofidis-Le Crédit par Téléphone  | + 28 min 44 s |
| 16. | Benoît Salmon               | Frankreich         | Casino                           | + 28 min 59 s |
| 17. | Alberto Elli                | Italien            | Deutsche Telekom                 | + 33 min 39 s |
| 18. | Paolo Lanfranchi            | Italien            | Mapei-Quick Step                 | + 34 min 14 s |
| 19. | Carlos Alberto Contreras    | Kolumbien          | Kelme-Costa Blanca               | + 34 min 53 s |
| 20. | Georg Totschnig             | Österreich         | Deutsche Telekom                 | + 37 min 10 s |
| 21. | Mario Aerts                 | Belgien            | Lotto-Mobistar                   | + 39 min 21 s |
| 22. | Giuseppe Guerini            | Italien            | Deutsche Telekom                 | + 39 min 29 s |
| 23. | Gianni Faresin              | Italien            | Mapei-Quick Step                 | + 40 min 28 s |
| 24. | Álvaro González de Galdeano | Spanien            | Vitalicio Seguros-Grupo Generali | + 47 min 20 s |
| 25. | Marcos Serrano              | Spanien            | ONCE-Deutsche Bank               | + 51 min 09 s |

### Punktewertung
| Punktewertung | Punktewertung      | Punktewertung      | Punktewertung                  | Punktewertung |
| Fahrer        | Fahrer             | Land               | Team                           | Punkte        |
| ------------- | ------------------ | ------------------ | ------------------------------ | ------------- |
| 1.            | Erik Zabel         | Deutschland        | Deutsche Telekom               | 327 P.        |
| 2.            | Stuart O’Grady     | Australien         | Crédit Agricole                | 275 P.        |
| 3.            | Christophe Capelle | Frankreich         | BigMat-Auber 93                | 196 P.        |
| 4.            | Tom Steels         | Belgien            | Mapei-Quick Step               | 188 P.        |
| 5.            | François Simon     | Frankreich         | Crédit Agricole                | 186 P.        |
| 6.            | George Hincapie    | Vereinigte Staaten | US Postal Service              | 166 P.        |
| 7.            | Robbie McEwen      | Australien         | Rabobank                       | 166 P.        |
| 8.            | Gianpaolo Mondini  | Italien            | Cantina Tollo-Alexia Alluminio | 141 P.        |
| 9.            | Christophe Moreau  | Frankreich         | Festina-Lotus                  | 140 P.        |
| 10.           | Silvio Martinello  | Italien            | Polti                          | 130 P.        |

### Bergwertung
| Bergwertung | Bergwertung        | Bergwertung        | Bergwertung        | Bergwertung |
| Fahrer      | Fahrer             | Land               | Team               | Punkte      |
| ----------- | ------------------ | ------------------ | ------------------ | ----------- |
| 1.          | Richard Virenque   | Frankreich         | Polti              | 279 P.      |
| 2.          | Alberto Elli       | Italien            | Deutsche Telekom   | 226 P.      |
| 3.          | Mariano Piccoli    | Italien            | Lampre-Daikin      | 205 P.      |
| 4.          | Fernando Escartín  | Spanien            | Kelme-Costa Blanca | 194 P.      |
| 5.          | Lance Armstrong    | Vereinigte Staaten | US Postal Service  | DSQ         |
| 6.          | Alex Zülle         | Schweiz            | Banesto            | 152 P.      |
| 7.          | José Luis Arrieta  | Spanien            | Banesto            | 141 P.      |
| 8.          | Laurent Dufaux     | Schweiz            | Saeco-Cannondale   | 141 P.      |
| 9.          | Andrea Peron       | Italien            | ONCE-Deutsche Bank | 138 P.      |
| 10.         | Kurt Van De Wouwer | Belgien            | Lotto-Mobistar     | 117 P.      |

### Nachwuchswertung
| Nachwuchswertung | Nachwuchswertung     | Nachwuchswertung | Nachwuchswertung                 | Nachwuchswertung |
| Fahrer           | Fahrer               | Land             | Team                             | Zeit             |
| ---------------- | -------------------- | ---------------- | -------------------------------- | ---------------- |
| 1.               | Benoît Salmon        | Frankreich       | Casino                           | 75 h 37 min 35 s |
| 2.               | Mario Aerts          | Belgien          | Lotto-Mobistar                   | + 29 s           |
| 3.               | Francisco García     | Spanien          | Vitalicio Seguros-Grupo Generali | + 1 min 02 s     |
| 4.               | Francisco Mancebo    | Spanien          | Banesto                          | + 6 min 04 s     |
| 5.               | Luis Pérez Rodríguez | Spanien          | ONCE-Deutsche Bank               | + 7 min 56 s     |
| 6.               | Salvatore Commesso   | Italien          | Saeco-Cannondale                 | + 10 min 42 s    |
| 7.               | Steve De Wolf        | Belgien          | Cofidis-Le Crédit par Téléphone  | + 14 min 28 s    |
| 8.               | José Javier Gómez    | Spanien          | Kelme-Costa Blanca               | + 17 min 50 s    |
| 9.               | Rik Verbrugghe       | Belgien          | Lotto-Mobistar                   | + 18 min 30 s    |
| 10.              | Jörg Jaksche         | Deutschland      | Deutsche Telekom                 | + 20 min 47 s    |

### Mannschaftswertung
| Mannschaftswertung | Mannschaftswertung               | Mannschaftswertung | Mannschaftswertung |
| Team               | Team                             | Land               | Zeit               |
| ------------------ | -------------------------------- | ------------------ | ------------------ |
| 1.                 | Banesto                          | Spanien            | 275 h 05 min 21 s  |
| 2.                 | ONCE-Deutsche Bank               | Spanien            | + 8 min 12 s       |
| 3.                 | Festina-Lotus                    | Frankreich         | + 16 min 13 s      |
| 4.                 | Kelme-Costa Blanca               | Spanien            | + 23 min 43 s      |
| 5.                 | Mapei                            | Italien            | + 24 min 13 s      |
| 6.                 | Deutsche Telekom                 | Deutschland        | + 41 min 00 s      |
| 7.                 | Vitalicio Seguros-Grupo Generali | Spanien            | + 42 min 44 s      |
| 8.                 | US Postal Service                | Vereinigte Staaten | + 57 min 13 s      |
| 9.                 | Cofidis-Le Crédit par Téléphone  | Frankreich         | + 58 min 02 s      |
| 10.                | Lotto-Mobistar                   | Belgien            | + 1 h 09 min 02 s  |

### Kämpferischster Fahrer
| Kämpferischster Fahrer | Kämpferischster Fahrer | Kämpferischster Fahrer | Kämpferischster Fahrer | Kämpferischster Fahrer |
| Fahrer                 | Fahrer                 | Land                   | Team                   | Punkte                 |
| ---------------------- | ---------------------- | ---------------------- | ---------------------- | ---------------------- |
| 1.                     | Jacky Durand           | Frankreich             | Lotto-Mobistar         | 61 P.                  |
| 2.                     | Stéphane Heulot        | Frankreich             | La Française des jeux  | 55 P.                  |
| 3.                     | Thierry Gouvenou       | Frankreich             | BigMat-Auber 93        | 51 P.                  |

## Teams und Fahrer
| Nr. | Name               | GW  | PW | BW |
| --- | ------------------ | --- | -- | -- |
| 1   | Bobby Julich       |     |    |    |
| 2   | Steve De Wolf      | 41  | 62 | 31 |
| 3   | Laurent Desbiens   | 100 | 75 | 39 |
| 4   | Peter Farazijn     | 63  | 70 | 64 |
| 5   | Claude Lamour      | 117 | 31 |    |
| 6   | Massimiliano Lelli | 34  | 26 | 23 |
| 7   | Thierry Loder      | 139 |    |    |
| 8   | Roland Meier       | 15  | 47 | 13 |
| 9   | Christophe Rinero  | 79  | 95 |    |

| Nr. | Name                    | GW  | PW | BW |
| --- | ----------------------- | --- | -- | -- |
| 11  | Stefano Garzelli        | 32  | 57 | 29 |
| 12  | Marco Artunghi          |     |    |    |
| 13  | Sergio Barbero          | 124 |    | 86 |
| 14  | Roberto Conti           |     |    |    |
| 15  | Michele Coppolillo      |     |    |    |
| 16  | Marco Fincato           | 53  |    |    |
| 17  | Riccardo Forconi        | 87  | 68 | 74 |
| 18  | Dmitri Konyschew        | 62  | 18 | 11 |
| 19  | Massimiliano Napolitano | 134 |    |    |

| Nr. | Name             | GW  | PW | BW |
| --- | ---------------- | --- | -- | -- |
| 21  | Erik Zabel       | 89  | 1  |    |
| 22  | Udo Bölts        | 40  |    | 48 |
| 23  | Alberto Elli     | 17  | 34 | 2  |
| 24  | Giuseppe Guerini | 22  | 53 | 19 |
| 25  | Kai Hundertmarck | 110 |    |    |
| 26  | Jörg Jaksche     | 80  | 61 |    |
| 27  | Jan Schaffrath   | 136 |    |    |
| 28  | Georg Totschnig  | 20  | 67 | 60 |
| 29  | Steffen Wesemann | 73  | 27 |    |

| Nr. | Name                   | GW  | PW | BW |
| --- | ---------------------- | --- | -- | -- |
| 31  | Pawel Tonkow           |     |    |    |
| 32  | Davide Bramati         | 103 |    |    |
| 33  | Gianni Faresin         | 23  | 44 | 56 |
| 34  | Manuel Fernández Ginés | 49  |    | 63 |
| 35  | Paolo Lanfranchi       | 18  | 49 | 25 |
| 36  | Bart Leysen            | 133 |    |    |
| 37  | Axel Merckx            |     |    |    |
| 38  | Daniele Nardello       | 7   | 59 | 54 |
| 39  | Tom Steels             | 104 | 4  |    |

| Nr. | Name               | GW  | PW | BW |
| --- | ------------------ | --- | -- | -- |
| 41  | Michael Boogerd    | 56  |    |    |
| 42  | Erik Dekker        | 107 | 79 | 77 |
| 43  | Maarten den Bakker | 84  |    | 34 |
| 44  | Patrick Jonker     | 97  |    |    |
| 45  | Marc Lotz          | 72  | 72 | 79 |
| 46  | Robbie McEwen      | 122 | 6  | 33 |
| 47  | Léon van Bon       |     |    |    |
| 48  | Marc Wauters       |     |    |    |
| 49  | Beat Zberg         | 109 |    | 65 |

| Nr. | Name                 | GW | PW | BW |
| --- | -------------------- | -- | -- | -- |
| 51  | Abraham Olano        | 6  | 29 | 35 |
| 52  | Rafael Díaz Justo    | 58 |    |    |
| 53  | David Etxebarria     | 12 | 19 | 12 |
| 54  | Marcelino García     |    |    |    |
| 55  | Santos González      | 61 | 93 | 55 |
| 56  | Luis Pérez Rodríguez | 29 | 51 | 61 |
| 57  | Andrea Peron         | 10 | 99 | 9  |
| 58  | José Luis Rebollo    | 75 |    |    |
| 59  | Marcos Serrano       | 25 | 77 | 37 |

| Nr. | Name              | GW  | PW | BW |
| --- | ----------------- | --- | -- | -- |
| 61  | Ivan Gotti        |     |    |    |
| 62  | Rossano Brasi     | 127 | 76 |    |
| 63  | Stefano Cattai    | 66  |    |    |
| 64  | Mirko Crepaldi    | 120 |    | 80 |
| 65  | Stéphane Goubert  | 74  |    | 41 |
| 66  | Silvio Martinello | 114 | 10 |    |
| 67  | Oscar Pellicioli  |     |    |    |
| 68  | Fabio Sacchi      | 99  | 33 |    |
| 69  | Richard Virenque  | 8   | 30 | 1  |

| Nr. | Name                | GW | PW | BW |
| --- | ------------------- | -- | -- | -- |
| 71  | Mario Cipollini     |    |    |    |
| 72  | Giuseppe Calcaterra |    |    |    |
| 73  | Salvatore Commesso  | 38 | 22 | 57 |
| 74  | Laurent Dufaux      | 4  | 40 | 8  |
| 75  | Gian Matteo Fagnini |    |    |    |
| 76  | Armin Meier         | 31 | 87 | 52 |
| 77  | Paolo Savoldelli    |    |    |    |
| 78  | Mario Scirea        |    |    |    |
| 79  | Francesco Secchiari |    |    |    |

| Nr. | Name                | GW  | PW | BW |
| --- | ------------------- | --- | -- | -- |
| 81  | Mario Aerts         | 21  | 74 | 66 |
| 82  | Fabien De Waele     | 108 | 23 |    |
| 83  | Sébastien Demarbaix | 130 | 86 |    |
| 84  | Jacky Durand        | 141 | 35 | 44 |
| 85  | Thierry Marichal    | 128 |    |    |
| 86  | Kurt Van De Wouwer  | 11  | 45 | 10 |
| 87  | Rik Verbrugghe      | 71  | 39 | 32 |
| 88  | Geert Verheyen      | 45  | 88 |    |
| 89  | Peter Wuyts         | 112 | 28 |    |

| Nr. | Name                | GW | PW | BW |
| --- | ------------------- | -- | -- | -- |
| 91  | Alexander Winokurow | 35 | 15 | 17 |
| 92  | Stéphane Barthe     |    |    |    |
| 93  | Frédéric Bessy      | 42 | 50 | 36 |
| 94  | Pascal Chanteur     | 91 | 36 |    |
| 95  | Fabrice Gougot      | 69 | 81 | 40 |
| 96  | Jaan Kirsipuu       |    |    |    |
| 97  | Gilles Maignan      | 82 | 89 |    |
| 98  | Christophe Oriol    | 67 |    |    |
| 99  | Benoît Salmon       | 16 | 90 | 83 |

| Nr. | Name                | GW  | PW | BW |
| --- | ------------------- | --- | -- | -- |
| 101 | Marco Serpellini    | 55  | 32 | 68 |
| 102 | Raivis Belohvoščiks |     |    |    |
| 103 | Ludo Dierckxsens    |     |    |    |
| 104 | Pavel Padrnos       |     |    |    |
| 105 | Mariano Piccoli     | 50  | 17 | 3  |
| 106 | Marco Pinotti       | 113 |    | 51 |
| 107 | Zbigniew Spruch     |     |    |    |
| 108 | Ján Svorada         |     |    |    |
| 109 | Johan Verstrepen    |     |    |    |

| Nr. | Name                     | GW  | PW | BW |
| --- | ------------------------ | --- | -- | -- |
| 111 | Fernando Escartín        | 3   | 20 | 4  |
| 112 | José Castelblanco        | 37  | 64 | 49 |
| 113 | Carlos Alberto Contreras | 19  | 73 | 15 |
| 114 | Juan José de los Ángeles | 129 |    |    |
| 115 | José Javier Gómez        | 59  |    | 20 |
| 116 | Javier Otxoa             | 86  |    | 26 |
| 117 | Javier Pascual Llorente  | 33  | 60 | 62 |
| 118 | Toni Tauler              |     |    |    |
| 119 | José Ángel Vidal         | 101 |    |    |

| Nr. | Name               | GW  | PW | BW |
| --- | ------------------ | --- | -- | -- |
| 121 | Ángel Casero       | 5   | 48 | 47 |
| 122 | Elio Aggiano       | 92  | 13 | 69 |
| 123 | Hernán Buenahora   | 64  |    |    |
| 124 | Francisco Cerezo   | 47  | 85 | 73 |
| 125 | Francisco García   | 26  | 69 | 22 |
| 126 | Álvaro González    | 24  | 84 | 27 |
| 127 | Pedro Horrillo     | 135 | 71 |    |
| 128 | Prudencio Indurain | 76  |    |    |
| 129 | Ginés Salmerón     |     |    |    |

| Nr. | Name              | GW  | PW | BW |
| --- | ----------------- | --- | -- | -- |
| 131 | François Simon    | 30  | 5  | 42 |
| 132 | Magnus Bäckstedt  |     |    |    |
| 133 | Chris Boardman    | 119 |    |    |
| 134 | Sébastien Hinault | 123 | 24 | 81 |
| 135 | Anthony Langella  | 132 |    |    |
| 136 | Stuart O’Grady    | 94  | 2  |    |
| 137 | Cédric Vasseur    | 83  |    | 85 |
| 138 | Henk Vogels       | 121 | 41 |    |
| 139 | Jens Voigt        | 60  | 42 | 87 |

| Nr. | Name              | GW  | PW | BW |
| --- | ----------------- | --- | -- | -- |
| 141 | Wladimir Belli    | 9   | 21 | 18 |
| 142 | Laurent Brochard  | 77  |    | 21 |
| 143 | Jaime Hernandez   | 102 |    |    |
| 144 | Rolf Huser        | 118 | 80 |    |
| 145 | Fabian Jeker      | 57  |    | 50 |
| 146 | Laurent Lefèvre   | 88  | 66 | 67 |
| 147 | Laurent Madouas   | 44  |    | 78 |
| 148 | Christophe Moreau | 27  | 9  | 58 |
| 149 | Didier Rous       |     |    |    |

| Nr. | Name               | GW  | PW | BW |
| --- | ------------------ | --- | -- | -- |
| 151 | Jean-Cyril Robin   | 52  | 43 | 84 |
| 152 | Christophe Bassons |     |    |    |
| 153 | Jimmy Casper       |     |    |    |
| 154 | Frédéric Guesdon   | 106 | 52 | 76 |
| 155 | Stéphane Heulot    | 14  | 37 | 16 |
| 156 | Christophe Mengin  | 70  | 25 | 63 |
| 157 | Lars Michaelsen    | 116 | 11 |    |
| 158 | Anthony Morin      | 105 | 82 | 71 |
| 159 | Damien Nazon       |     |    |    |

| Nr. | Name                  | GW | PW | BW |
| --- | --------------------- | -- | -- | -- |
| 161 | Alex Zülle            | 2  | 14 | 6  |
| 162 | José Luis Arrieta     | 46 | 95 | 7  |
| 163 | Manuel Beltrán        |    |    |    |
| 164 | Vicente García Acosta | 68 | 83 | 70 |
| 165 | Francisco Mancebo     | 28 |    | 89 |
| 166 | David Navas           | 98 |    |    |
| 167 | Jon Odriozola         | 54 |    | 24 |
| 168 | Miguel Ángel Peña     | 43 | 58 | 46 |
| 169 | César Solaun          | 39 | 65 |    |

| Nr. | Name               | GW  | PW | BW |
| --- | ------------------ | --- | -- | -- |
| 171 | Bo Hamburger       |     |    |    |
| 172 | Alessandro Baronti | 138 |    |    |
| 173 | Gabriele Colombo   | 125 | 92 |    |
| 174 | Moreno Di Biase    |     |    |    |
| 175 | Massimo Giunti     | 95  |    | 72 |
| 176 | Marcus Ljungqvist  | 131 | 98 | 45 |
| 177 | Luca Mazzanti      | 137 | 78 |    |
| 178 | Nicola Minali      |     |    |    |
| 179 | Gianpaolo Mondini  | 81  | 8  | 14 |

| Nr. | Name                  | GW  | PW | BW |
| --- | --------------------- | --- | -- | -- |
| 181 | Lance Armstrong       | –   | –  | –  |
| 182 | Frankie Andreu        | 65  | 91 | 43 |
| 183 | Pascal Deramé         | 140 | 97 | 82 |
| 184 | Tyler Hamilton        | 13  | 54 | 59 |
| 185 | George Hincapie       | 78  | 7  |    |
| 186 | Kevin Livingston      | 36  |    | 30 |
| 187 | Peter Meinert Nielsen |     |    |    |
| 188 | Christian Vande Velde | 85  | 96 | 88 |
| 189 | Jonathan Vaughters    |     |    |    |

| Nr. | Name                | GW  | PW | BW |
| --- | ------------------- | --- | -- | -- |
| 191 | Ludovic Auger       | 111 | 38 |    |
| 192 | Thierry Bourguignon | 48  | 56 | 28 |
| 193 | Christophe Capelle  | 115 | 3  |    |
| 194 | Carlos Da Cruz      | 126 | 16 |    |
| 195 | Thierry Gouvenou    | 96  | 46 | 75 |
| 196 | Lylian Lebreton     | 51  | 63 | 38 |
| 197 | Dominique Rault     | 90  |    |    |
| 198 | Alexei Siwakow      | 93  | 55 |    |
| 199 | Jay Sweet           |     |    |    |

Abkürzungen: GW = Gesamtwertung (Rang), PW = Punktewertung (Rang), BW = Bergwertung (Rang)

## Galerie

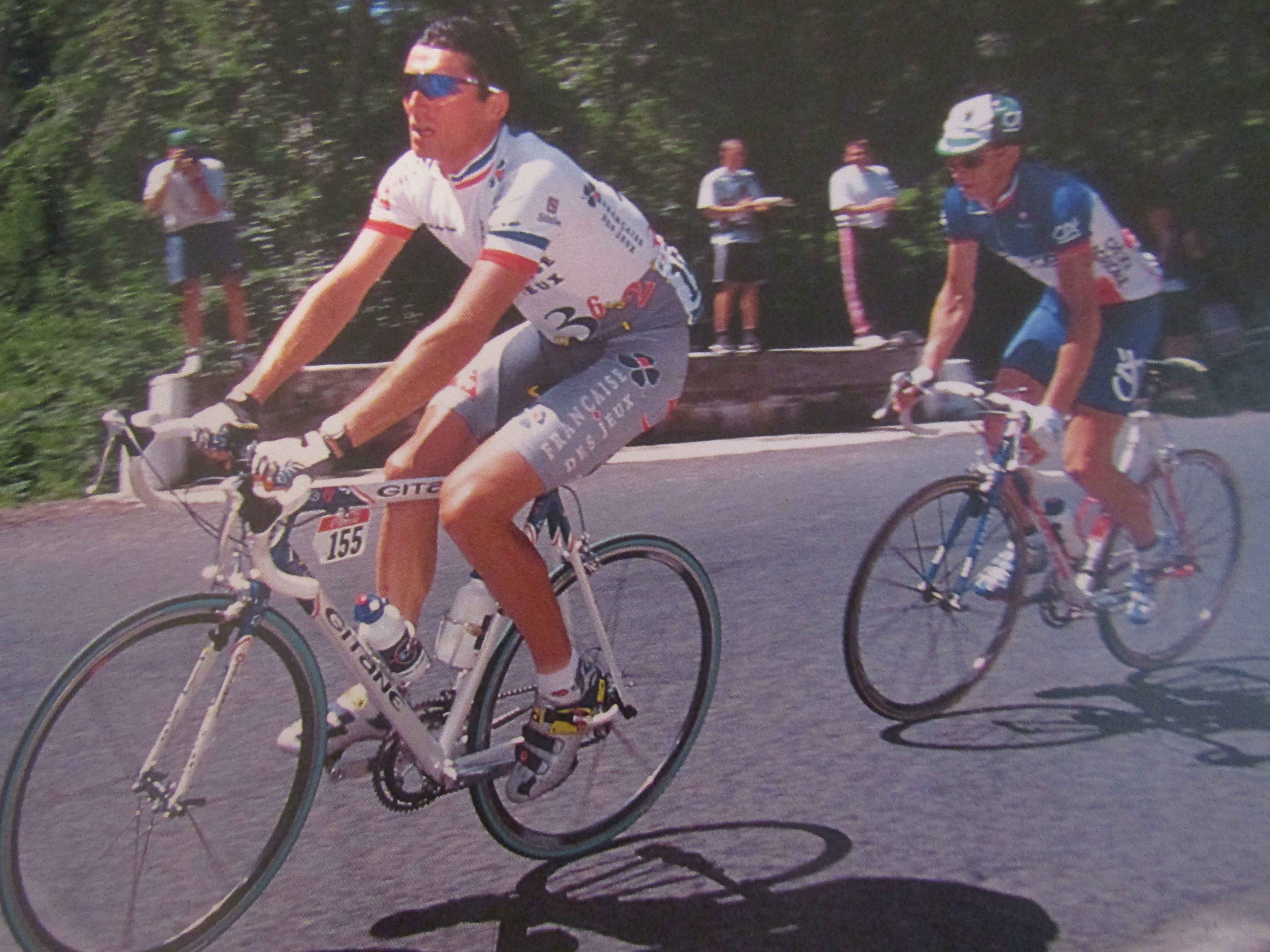
Rennszene
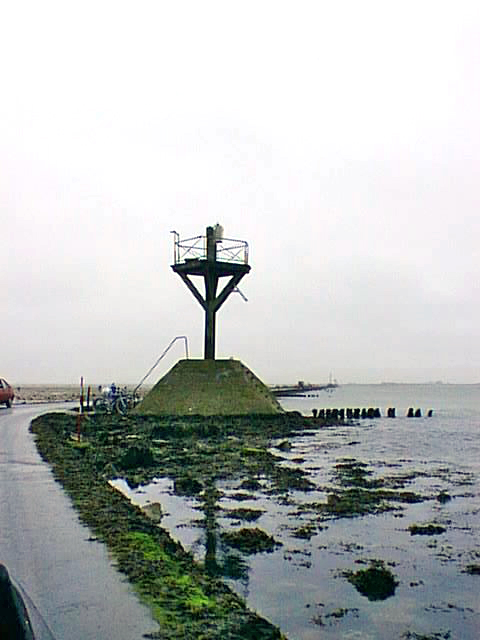
Passage du Gois